# Samokov, Nordmakedonien
Samokov (makedonska: Самоков) är en ort i Nordmakedonien. Den ligger i kommunen Makedonski Brod, i den centrala delen av landet, 40 kilometer sydväst om huvudstaden Skopje. Samokov ligger 587 meter över havet och antalet invånare är 1 429.